# Разни леви
Разни леви (на френски: Divers gauches, DVG и LDVG) във френската политика е означение за принадлежността на безпартиен кандидат или политик към лявата част на политическия спектър. Аналогично, безпартийните десни политици се означават като разни десни (на френски: Divers droites, DVD и LDVD).
Означението се използва от френското Министерство на вътрешните работи (отговарящо за провеждането на изборите) от 2001 г. Политиците, които не членуват нито в една партия, имат възможност да обявят своите политически пристрастия с означенията „разни десни“ (DVD) или „разни леви“ (DVG), същите означения се използват за улесняване обобщаването на резултатите от проведени гласувания. Такова приписване на политическа принадлежност е особено актуално за малките населени места (във Франция те включват тези, в които живеят по-малко от 3500 души), тъй като в тях кандидатите за кметски пост и органи на местно самоуправление често не принадлежат към никакви политически партии.
В парламента депутатите, които не са свързани с никоя партия или които са членове на партия, която има твърде малко депутати, за да формира парламентарна група, също се наричат „разни десни“ или „разни леви“.